# Liste der Bodendenkmäler in Velbert
In der Liste der Bodendenkmäler in Velbert sind Bodendenkmäler der nordrhein-westfälischen Stadt Velbert im Kreis Mettmann aufgelistet (Stand: April 2021).

## Bodendenkmäler
| Bild | Bezeichnung                           | Lage       | Beschreibung | Bauzeit | Eingetragen seit | Denkmal- nummer |
| ---- | ------------------------------------- | ---------- | --- | ------- | ---------------- | --------------- |
|      | Schloss Hardenberg                    | Neviges    | Haupt- und Vorburg von Schloss Hardenberg einschließlich der ehemals vorhandenen Grabenbereiche                               |         | 10.08.2009       | BD 1            |
|      | Burgwüstung Hardenberg                | Neviges    | Gelände der mittelalterlichen Höhenburg mit Vorburgen, Gräben und Wällen                                                      |         | 29.10.2009       | BD 2            |
|      | Wallanlage östlich Schloss Hardenberg | Neviges    | Spätmittelalterliche Waldgrenze, bestehend aus einem Wall mit vorgelagertem Graben Wallanlage östlich Schloss Hardenberg      |         | 19.10.2011       | BD 3            |
|      | Hohlweg östlich Schloss Hardenberg    | Neviges    | Hohlwegtrasse eines frühneuzeitlichen regionalen Verkehrsweges im Bereich der ehemaligen Herrschaft Hardenberg                |         | 19.10.2011       | BD 4            |
|      | Pingenfeld östlich Schloss Hardenberg | Neviges    | Aufgelassenes Bergwerksfeld mit spätmittelalterlichen und frühneuzeitlichen Schächten (Pingen) und den dazu gehörenden Halden |         | 19.10.2011       | BD 5            |
|      | Hohlweg Heidenstraße in Nierenhof     | Langenberg | Reste erhaltener Hohlwegtrassen eines mittelalterlichen und frühneuzeitlichen Handels- und Verkehrsweges                      |         | 19.10.2015       | BD 7            |